# 12.ª División (Ejército Popular de la República)
La 12.ª División fue una de las divisiones del Ejército Popular de la República que se organizaron durante la guerra civil española sobre la base de las Brigadas Mixtas. Estuvo desplegada en el Frente de Guadalajara.

## Historial
La unidad fue creada en febrero de 1937 a partir de las milicias y unidades militares que cubrían el frente de Guadalajara. Inicialmente la 12.ª División, bajo el mando del coronel Víctor Lacalle Seminario, contaba con 10.000 hombres, 7500 fusiles, 220 fusiles ametralladores, 180 ametralladoras pesadas, 50 morteros y 22 piezas de artillería.
El 8 de marzo la división hubo de hacer frente a una gran ofensiva del Corpo Truppe Volontarie en el sector, viéndose obligada a retirarse. Desde Madrid se enviaron refuerzos, consistentes en las divisiones 11.ª y 14.ª; todas estas divisiones —incluyendo a la 12.ª— se integraron el nuevo IV Cuerpo de Ejército bajo el mando del coronel Enrique Jurado. El teniente coronel Lacalle, enojado de no haber sido nombrado comandante del nuevo Cuerpo de Ejército, dimitió de su puesto y sería sustituido por el interbrigadista italiano Nino Nanetti. La división intervino en el contraataque republicano con las fuerzas republicanas, que pusieron en fuga al flamante Corpo Truppe Volontarie. Nino Nanetti se distinguió al frente de la 12.ª División, que siguió combatiendo hasta finales de marzo.
Durante el resto de la contienda permaneció en el secundario Frente de Guadalajara, sin tomar parte en operaciones relevantes.
En marzo de 1939 fuerzas a 12.ª División intervinieron en el Golpe de Casado a favor de la sublevación. El propio de la unidad, Liberino González, se hizo temporalmente con las riendas del IV Cuerpo de Ejército. Las fuerzas de la 12.ª División se trasladaron desde sus posiciones originales y ocuparon las localidades de Torrejón de Ardoz y Alcalá de Henares. A finales de marzo la rendición de todo las fuerzas del Ejército del Centro supuso la disolución de la división.

## Mandos
Comandantes
- Coronel Víctor Lacalle, desde el 28 de febrero de 1937;
- Mayor de milicias Nino Nanetti,[8] desde el 13 de marzo de 1937;
- Teniente de carabineros Esteban Rovira Pacheco,[9] desde el 15 de mayo de 1937;
- Comandante de infantería Francisco Jiménez Durán,[10] desde diciembre de 1937;
- Mayor de milicias Liberino González González, desde el 30 de abril de 1938;

Comisario
- Antonio Asensio Lozano, del PSOE;[11][n. 1]

Jefes de Estado Mayor
- comandante de infantería Juan Jiménez Esteban;
- capitán de milicias José Luis Vázquez Egea (desde diciembre de 1937);
- comandante de infantería Francisco Costell Salido (desde  marzo de 1938);
- capitán de milicias José Luis Vázquez Egea;

## Orden de batalla
| Fecha              | Cuerpo de Ejército adscrito | Brigadas Mixtas integradas    | Frente de batalla |
| ------------------ | --------------------------- | ----------------------------- | ----------------- |
| Febrero de 1937    | IV Cuerpo de Ejército       | 48.ª, 49.ª, 50.ª, 71.ª y 72.ª | Guadalajara       |
| Marzo de 1937      | IV Cuerpo de Ejército       | 49.ª, 50.ª, 71.ª y 35.ª       | Guadalajara       |
| 2 de abril de 1937 | IV Cuerpo de Ejército       | 35.ª, 49.ª y 50.ª             | Guadalajara       |
| Diciembre de 1937  | IV Cuerpo de Ejército       | 35.ª, 50.ª, 90.ª              | Guadalajara       |
| Noviembre de 1938  | IV Cuerpo de Ejército       | 50.ª y 90.ª                   | Guadalajara       |
| Marzo de 1939      | IV Cuerpo de Ejército       | 35.ª y 98.ª                   | Guadalajara       |